# Flabellum areum
Espèce
Statut CITES
Flabellum areum est une espèce de coraux appartenant à la famille des Flabellidae.